# فريدريك ماي
فريدريك ماي (بالإنجليزية: Frederick May)‏ هو ملحن أيرلندي، ولد في 9 يونيو 1911، وتوفي في 8 سبتمبر 1985.